# Anne-Elise Minetti
Anne-Elise Minetti (* 1988 in Ost-Berlin) ist eine deutsche Theaterschauspielerin.

## Leben
Minetti ist Tochter des Schauspielerehepaares Daniel Minetti und Hannelore Koch, Enkelin der DEFA-Schauspieler Irma Münch und Hans-Peter Minetti und Urenkelin des Schauspielers Bernhard Minetti.
Von 2008 bis 2012 studierte sie Schauspiel an der Hochschule für Musik und Theater Rostock und gewann 2011 auf dem Theatertreffen deutschsprachiger Schauspielstudierender den Ensemblepreis für die Rolle des Korowjew in der Produktion Meister und Margarita nach dem gleichnamigen Roman von Michail Bulgakow.
Seit 2012 ist sie festes Ensemblemitglied am Stadttheater Gießen.

## Theaterrollen (Auswahl)
- 2010: Shakespeare: Ein Sommernachtstraum (Rolle: Helena)
- 2011: Bulgakow: Meister und Margarita (Rolle: Korowjew)
- 2012: Buchsteiner: Nordost (Rolle: Zura)
- 2012: Shakespeare: Othello (Rolle: Desdemona)
- 2013: Brecht: Herr Puntila und sein Knecht Matti (Rolle: Eva Puntila)
- 2013: Zeller: Kaspar Häuser Meer (Rolle: Anika)
- 2014: Carr: Am Katzenmoor (Rolle: Caroline Cassidy)
- 2014: Löhle: Nullen und Einsen (Rolle: Klara)
- 2014: Hauptmann: Die Ratten (Rolle: Pauline Piperkarcka)